# Medicago intertexta
Medicago intertexta es una especie de planta herbácea del género Medicago  en la familia Fabaceae. Tiene una relación simbiótica con la bacteria Sinorhizobium meliloti, que es un fijador de nitrógeno.

## Descripción
Son plantas anuales, laxamente pubescente-glandulosas o glabrescentes. Tiene tallos que alcanzan un tamaño de 30-70 cm, decumbentes o glabrescentes. Folíolos de 12-28 por 6-20 mm, los inferiores obovados, los superiores subrómbicos, serrulados en la parte superior. Las inflorescencias pedunculadas de 15-25 mm, sin aristas, con 2-4 flores. Corola con alas ligeramente más cortas que la quilla, amarilla. El fruto es una legumbre de 9-14 mm de diámetro, esférica o elipsoidea, con 6-8 vueltas. Semillas reniformes, lisas. Tiene un número de cromosomas de 2n = 16, 32. Florece y fructifica de junio a julio.

## Taxonomía
Medicago intertexta fue descrita por (L.) Mill. y publicado en The Gardeners Dictionary: . . . eighth edition no. 4. 1768.
Etimología
Medicago: nombre genérico que deriva del término latíno medica, a su vez del griego antiguo: μηδική (πόα) medes que significa "hierba".
intertexta: epíteto latíno que significa "entrelazada de alguna manera."
Variedad aceptada
- Medicago intertexta subsp. ciliaris(L.) Ponert

Sinonimia
- Medicago echinus DC.
- Medicago intertexta subsp. intertexta
- Medicago intertexta var. intertexta
- Medicago polymorpha var. intertexta L.[5]</ref>[6]